# Масімов Карім Кажимканович
Карім Кажимканович Масімов (каз. Кәрім Қажымқанұлы Мәсімов; нар. 15 червня 1965, Цілиноград, Казахська РСР) — казахстанський державний і політичний діяч. Голова Комітету національної безпеки Казахстану з 8 вересня 2016 до 5 січня 2022 року.
Двічі прем'єр-міністр Казахстану (2007–2012, 2014–2016), керівник адміністрації Президента Казахстану (2012–2014).

## Життєпис
1982 року закінчив фізико-математичну школу-інтернат в Алма-Аті.
Закінчив Університет дружби народів ім. Патріса Лумумби, потім Казахську державну академію управління. Вивчав китайську мову в Пекінському інституті мови, стажувався в Юридичному інституті Уханського університету і в Колумбійському університеті.
- 1991 року став начальником відділу Міністерства праці Казахстану.
- У 1992–1995 роках працював у казахстанських комерційних структурах в Китаї та Гонконгу.
- У 1995–1996 роках був головою правління «Алматинського торгово-фінансового банку».
- У 1996–1997 роках — виконувач обов'язків голови правління «Туранбанку».
- У 1997–2000 роках — голова правління «Народного ощадного банку Казахстану».
- У 2000–2001 роках обіймав посаду міністра транспорту і комунікацій Казахстану.
- У 2001–2003 роках — заступник прем'єр-міністра Казахстану.
- У 2003–2006 роках — помічник президента Казахстану.
- У 2006–2007 роках — заступник прем'єр-міністра Казахстану (одночасно з квітня до жовтня 2006 року був міністром економіки і бюджетного планування).
- У 2007–2012 роках — прем'єр-міністр Казахстану.
- З 24 вересня 2012 до 2 квітня 2014 року — керівник адміністрації президента Республіки Казахстан.
- З 21 січня 2014 року — в.о. держсекретаря Республіки Казахстан.
- З 2 квітня 2014 до 8 вересня 2016 року — прем'єр-міністр Казахстану.
- З 8 вересня 2016 до 5 січня 2022 року — Голова Комітету національної безпеки Казахстану.

Фахівець із міжнародного права, економіст. Доктор економічних наук. Володіє казахською, російською, англійською, китайською та арабською мовами. Президент Федерації тайського боксу Республіки Казахстан.

## Відставка та затримання
5 січня 2022 року Президент Казахстану Касим-Жомарт Токаєв звільнив Масімова з посади Голови Комітету національної безпеки. 6 січня Комітет національної безпеки почав розслідування щодо можливої державної зради за ст. 175 ч. 1 КК Казахстану. Цього ж дня Масімова затримали та доправили до ізолятора тимчасового утримання.

## Почесні звання
- Почесний доктор Російського університету дружби народів.

## Нагороди
- Орден «Перший Президент Республіки Казахстан — Лідер нації Нурсултан Назарбаєв» (2010)
- Орден «Курмет» (2004)
- Орден Федерації (Order of Federation) (ОАЕ, 2010)